# Fulacunda
Fulacunda és una vila i un sector de Guinea Bissau, situat a la regió de Quinara. Té una superfície 917 kilòmetres quadrats. En 2008 comptava amb una població de 15.850 habitants.